# UP STAIRS
『UP STAIRS』（アップ・ステアーズ）は、小野大輔の2枚目のミニアルバム。2013年9月25日にLantisから発売された。
対となるコンセプトで作成されたミニアルバム『DOWN STAIRS』との同時リリース。収録曲の雰囲気・イメージの振れ幅があまりに激しすぎるため、フルアルバムとしての発売ではなくあえて対照的なコンセプトのミニアルバム2枚同時リリースという形を取った。
『UP STAIRS』、『DOWN STAIRS』というタイトルは、小野が好きな画家として挙げているマウリッツ・エッシャーが階段をモチーフにして描いただまし絵のイメージからつけられたものである。リリース時のインタビューにおいて小野は「何度も行き来しながらも自分の場所にいる、まるで人生みたいだなと。そこで階段を意味する”STAIRS”をキーワードにしました。」と語っている。。
初回限定盤にはリードトラックである「Kiss Kiss Kiss」のPVを収録したDVDが付いている。また、『ひねもす』に収録された「だいすき」がダンスミックスされ、ボーナストラックとして収録されている。

## 収録曲
1. 熱烈ANSWER
  - 作詞:畑亜貴、作曲・編曲:増田武史
2. Ride On Funky Night
  - 作詞:増田武史・こだまさおり、作曲・編曲:増田武史
3. DELIGHT
  - 作詞:こだまさおり、作曲・編曲:平田祥一郎
4. Shinin’Days
  - 作詞:増田武史・こだまさおり、作曲・編曲:増田武史
5. 叱咤純愛 1,chu,3!!
  - 作詞:畑亜貴、作曲・編曲:増田武史（ゲストボーカル:茅原実里）
6. Kiss Kiss Kiss
  - 作詞:サイトウヨシヒロ・こだまさおり、作曲・編曲:サイトウヨシヒロ